# Nekrolog 3. Quartal 1963
Nekrolog
◄◄
| ◄
| 1959
| 1960
| 1961
| 1962
| 1963 | 1964 | 1965 | 1966 | 1967 | ► | ►►
1. Quartal |
2. Quartal |
3. Quartal |
4. Quartal 1963
Weitere Ereignisse | Allgemeiner Nekrolog 1963
Die Beschreibung der verstorbenen Person sollte so kurz wie möglich gehalten sein und nur deren signifikante Tätigkeit(en) enthalten.
Neue Namen ggf. auch unter dem Geburts- und Sterbedatum, also etwa unter 1. Januar und im Geburts- und Sterbejahr (2024) eintragen (nur bei entsprechender großer Wichtigkeit). Für Beispiele siehe die schon vorhandenen Artikel.
Außerdem über die fünf zuletzt Verstorbenen, zu denen es einen ausreichend guten Artikel für eine Präsentation auf der Hauptseite gibt, nach der todesbedingten Überarbeitung der Artikel ggf. auch unter Wikipedia Diskussion:Hauptseite informieren und sie am besten auch in den anderen Wikipedia-Sprachversionen eintragen. Tipp: Regelmäßig bei news.google.de nach „ist tot“, „gestorben“ oder „verstorben“ suchen.
Wenn eine Person gestorben ist, gibt es viele Seiten zu dieser Person in der Wikipedia, die davon auch betroffen sind und entsprechend aktualisiert werden müssen. Beispiele: Namenübersichtsseite, Geburtsjahr, Geburtsort-Seiten und viele mehr.
Wie finde ich die betroffenen Seiten?
Im Suchfeld auf der linken Seite gibt man den Suchbegriff so ein: „Vorname Nachname“. Dann klickt man auf Volltext und alle Seiten mit entsprechendem Suchtext werden aufgerufen. Hier sieht man dann schnell, wo auch das Todesjahr Sinn macht oder sogar ein Teil des Artikels angepasst werden muss. Auch hilft das „Werkzeug“ auf der linken Seite sehr gut, um solche Seiten aufzufinden: „Links auf diese Seite“. Somit ist die Wikipedia wieder aktuell in allen Bereichen! Hinweis: bei Eintragung der Kategorie „Gestorben JAHR“ wird der Missbrauchsfilter 49 ausgelöst, was jedoch nicht schlimm ist. Siehe: Spezial:Missbrauchsfilter/49
Dies ist eine Liste von im dritten Quartal 1963 verstorbenen bekannten Persönlichkeiten. Die Einträge erfolgen innerhalb der einzelnen Daten alphabetisch sortiert. Tiere sind im Nekrolog für Tiere zu finden.

## Juli
| Tag      | Name                                | Beruf, bekannt als                                                                                 | Alter | Beleg |
| -------- | ----------------------------------- | -------------------------------------------------------------------------------------------------- | ----- | ----- |
| 1. Juli  | Abdullah ibn Chalifa                | Sultan von Sansibar                                                                                | 53    |       |
| 1. Juli  | Fritz Brechbühl                     | Schweizer Politiker (SP)                                                                           | 66    |       |
| 1. Juli  | Camille Chautemps                   | französischer Politiker                                                                            | 78    |       |
| 1. Juli  | Walter Döpp                         | deutscher Botaniker                                                                                | 62    |       |
| 1. Juli  | Franz Spunda                        | österreichischer Schriftsteller und Gymnasiallehrer                                                | 73    |       |
| 1. Juli  | Paul Wels                           | deutscher Pharmakologe und Strahlenbiologe                                                         | 73    |       |
| 2. Juli  | Douglas Baird                       | britischer General                                                                                 | 86    |       |
| 2. Juli  | Heinrich Davidsen                   | deutscher Gewerkschaftsfunktionär und Politiker (SPD), MdHB                                        | 71    |       |
| 2. Juli  | Dora Herxheimer                     | britische bildende Künstlerin                                                                      | 78    |       |
| 2. Juli  | Helmuth Andreas Koch                | deutscher Jurist, Verwaltungsbeamter und Politiker (DNVP, CDU), MdL                                | 73    |       |
| 2. Juli  | Walter Lippe                        | deutscher Bergbauingenieur und Politiker                                                           | 77    |       |
| 2. Juli  | Günter Josef Mai                    | deutscher römisch-katholischer Schriftsteller                                                      | 39    |       |
| 2. Juli  | Seth Barnes Nicholson               | US-amerikanischer Astronom                                                                         | 71    |       |
| 2. Juli  | Lisa Tetzner                        | deutsche Kinderbuchautorin                                                                         | 68    |       |
| 2. Juli  | Bodo Uhse                           | deutscher Schriftsteller (SED), MdV                                                                | 59    |       |
| 2. Juli  | Evgenia Zografou                    | griechische Schriftstellerin und Journalistin                                                      |       |       |
| 3. Juli  | George W. Gillie                    | US-amerikanischer Politiker                                                                        | 82    |       |
| 3. Juli  | Otto Jenssen                        | deutscher Pädagoge und Hochschullehrer                                                             | 80    |       |
| 3. Juli  | Lew Dmitrijewitsch Schewjakow       | russischer Montanwissenschaftler und Hochschullehrer                                               | 74    |       |
| 3. Juli  | Paulina Schwitzgebel                | deutsche Funktionärin der NS-Frauenschaft                                                          | 74    |       |
| 4. Juli  | Gustav Bumcke                       | deutscher Komponist und Pionier des klassischen Saxophons in Deutschland                           | 86    |       |
| 4. Juli  | Bernard Freyberg, 1. Baron Freyberg | britischer General, Generalgouverneur von Neuseeland (1946–1952)                                   | 74    |       |
| 4. Juli  | Adolf Meschendörfer                 | siebenbürgisch-sächsischer Schriftsteller                                                          | 86    |       |
| 4. Juli  | Erich Petersen                      | deutscher Offizier, zuletzt General der Flieger im Zweiten Weltkrieg                               | 73    |       |
| 4. Juli  | Fritz Reuter                        | deutscher Komponist, Musikwissenschaftler und Pädagoge                                             | 66    |       |
| 4. Juli  | Hans Ruppersberg                    | deutscher Jurist                                                                                   | 73    |       |
| 4. Juli  | Pingali Venkayya                    | indischer Designer, hat die indische Nationalflagge entworfen                                      | 86    |       |
| 4. Juli  | Heinrich Zimmermann                 | deutscher Landwirt und Politiker (DP), MdL, MdB                                                    | 69    |       |
| 5. Juli  | Walter Erbe                         | deutscher Jurist und Politiker                                                                     | 73    |       |
| 5. Juli  | Emil Adolf Hoffmann                 | Schweizer Komponist                                                                                | 84    |       |
| 5. Juli  | Jørgen Jørgensen                    | dänischer Politiker (Konservative Volkspartei), Mitglied des Folketing                             | 72    |       |
| 5. Juli  | Otto Klupp                          | österreichischer Politiker (SPÖ), Mitglied des Bundesrates                                         | 66    |       |
| 5. Juli  | Josef Mallinger                     | österreichischer Politiker (LB), Landtagsabgeordneter                                              | 81    |       |
| 6. Juli  | Georg Herzog zu Mecklenburg         | deutscher Adliger                                                                                  | 63    |       |
| 6. Juli  | Zdzisław Goliński                   | polnischer Bischof und Erzbischof von Częstochowa, Polen                                           | 54    |       |
| 6. Juli  | Ward Lockwood                       | US-amerikanischer Maler, Grafiker und Kunstpädagoge                                                | 68    |       |
| 6. Juli  | Anton Vovk                          | Erzbischof von Ljubljana                                                                           | 63    |       |
| 7. Juli  | Karl Hoppe                          | deutscher Politiker (KP, SPD), MdL                                                                 | 65    |       |
| 7. Juli  | Paul Kother                         | deutscher Maler                                                                                    | 85    |       |
| 7. Juli  | Nhất Linh                           | vietnamesischer Schriftsteller und Politiker                                                       | 56    |       |
| 8. Juli  | Franz Larkens                       | österreichischer Opernsänger (Bassbariton) und Gesangspädagoge                                     | 86    |       |
| 8. Juli  | Veva de Lima                        | portugiesische Schriftstellerin, Salonnière und Exzentrikerin                                      | 76    |       |
| 8. Juli  | Richard Römer                       | deutscher Agrarwissenschaftler, Hochschullehrer und Fachbuchautor                                  | 76    |       |
| 8. Juli  | Fritz Tscherter                     | deutscher Fußballspieler                                                                           | 74    |       |
| 9. Juli  | Giuseppe Haas-Triverio              | Schweizer Maler und Xylograf                                                                       | 74    |       |
| 10. Juli | Christoph in Bayern                 | Wittelsbacher, Herzog in Bayern                                                                    | 84    |       |
| 10. Juli | Erich Förste                        | deutscher Marineoffizier, zuletzt Admiral im Zweiten Weltkrieg                                     | 71    |       |
| 10. Juli | William C. Hayes                    | US-amerikanischer Ägyptologe                                                                       | 60    |       |
| 10. Juli | John Sutton                         | britischer Schauspieler                                                                            | 54    |       |
| 11. Juli | František Bednář                    | tschechischer evangelischer Pfarrer und Theologe                                                   | 79    |       |
| 11. Juli | Theodor Brugsch                     | deutscher Internist und Politiker, MdV                                                             | 84    |       |
| 11. Juli | Christian Deubler                   | deutsch-US-amerikanischer Kunstturner                                                              | 82    |       |
| 11. Juli | Paal Kaasen                         | norwegischer Segler                                                                                | 79    |       |
| 11. Juli | Herbert Kalmus                      | US-amerikanischer Wissenschaftler und Geschäftsmann                                                | 81    |       |
| 11. Juli | Hermann August Korff                | deutscher Germanist und Literaturhistoriker                                                        | 81    |       |
| 11. Juli | Tevfik Sağlam                       | türkischer General                                                                                 | 81    |       |
| 12. Juli | Slatan Dudow                        | bulgarischer Filmregisseur und Drehbuchautor                                                       | 60    |       |
| 12. Juli | Fritz Krenn                         | österreichischer Sänger                                                                            | 75    |       |
| 12. Juli | Richard Stappenbeck                 | deutscher Geologe                                                                                  | 83    |       |
| 12. Juli | Wang Xiangzhai                      | chinesischer Kampfkunstexperte                                                                     | 77    |       |
| 12. Juli | Francisco Yllescas Barreiro         | ecuadorianischer Diplomat                                                                          | 62    |       |
| 13. Juli | Martin Munkácsi                     | Modefotograf                                                                                       | 67    |       |
| 13. Juli | Albert Steffen                      | Schweizer Schriftsteller und Anthroposoph                                                          | 78    |       |
| 13. Juli | Jack Wagner                         | US-amerikanischer Autor, Drehbuchautor, Kameramann und Filmschaffender                             | 72    |       |
| 14. Juli | Joseph Dünnebacke                   | deutscher Kommunalpolitiker (CDU)                                                                  | 84    |       |
| 14. Juli | Josef Gerum                         | Teilnehmer des Hitler-Putsches und leitender Polizeibeamter                                        | 74    |       |
| 14. Juli | Sivananda                           | Yoga-Meister                                                                                       | 75    |       |
| 15. Juli | Theodor Klem                        | norwegischer Ruderer                                                                               | 74    |       |
| 15. Juli | Hanna von Pestalozza                | deutsche Schriftstellerin                                                                          | 85    |       |
| 15. Juli | John Strachey                       | britischer Politiker, Mitglied des House of Commons, Schriftsteller und sozialistischer Ideologe   | 61    |       |
| 16. Juli | Nikolai Nikolajewitsch Assejew      | russischer Schriftsteller                                                                          | 74    |       |
| 16. Juli | Anthony A. Fleger                   | US-amerikanischer Politiker (Demokratische Partei)                                                 | 62    |       |
| 16. Juli | Georg Greve-Lindau                  | deutscher Maler                                                                                    | 87    |       |
| 16. Juli | Gerald Patrick O’Hara               | US-amerikanischer Geistlicher, römisch-katholischer Erzbischof, Diplomat und Apostolischer Nuntius | 68    |       |
| 16. Juli | Hans Hermann Theobald               | deutscher Journalist                                                                               | 62    |       |
| 17. Juli | Gottfried Ewald                     | deutscher Psychiater, Neurologe, Hochschullehrer                                                   | 75    |       |
| 17. Juli | Kurt Frick                          | deutscher Architekt                                                                                | 78    |       |
| 17. Juli | Dionisio Mejía                      | mexikanischer Fußballspieler                                                                       | 56    |       |
| 17. Juli | August Schabbehard                  | deutscher Verwaltungsjurist und Landrat                                                            | 75    |       |
| 17. Juli | Fritz Schmoll genannt Eisenwerth    | deutscher Jugendstil-Kunstgewerbler, Innenarchitekt und Bildhauer                                  | 79    |       |
| 18. Juli | John Arthur Gellatly                | US-amerikanischer Politiker                                                                        | 94    |       |
| 18. Juli | Ben Hall                            | englischer Fußballspieler und -trainer                                                             | 84    |       |
| 18. Juli | Emil Marx                           | deutscher Politiker (CDU), MdL                                                                     | 67    |       |
| 18. Juli | Arpad Nadai                         | ungarisch-US-amerikanischer Hochschullehrer                                                        | 80    |       |
| 18. Juli | Hjalmar Carl Nygaard                | US-amerikanischer Politiker                                                                        | 57    |       |
| 19. Juli | Günther Falckenberg                 | deutscher Physiker                                                                                 | 84    |       |
| 19. Juli | John Hamlin Folger                  | US-amerikanischer Politiker                                                                        | 82    |       |
| 19. Juli | João Gomez de Araújo                | brasilianischer Komponist                                                                          | 91    |       |
| 19. Juli | Jan Hanč                            | tschechischer Athlet und Schriftsteller                                                            | 47    |       |
| 19. Juli | Wilhelm Ide                         | deutscher Autor                                                                                    | 76    |       |
| 19. Juli | Erich Lübbert                       | deutscher Industrieller                                                                            | 80    |       |
| 19. Juli | Hans Schaal                         | deutscher Pädagoge und Klassischer Archäologe                                                      | 75    |       |
| 19. Juli | Yamanokuchi Baku                    | japanischer Lyriker                                                                                | 59    |       |
| 20. Juli | Otto Friedländer                    | österreichischer Schriftsteller und Pazifist                                                       | 74    |       |
| 20. Juli | Carl Mayer                          | deutscher Politiker (SPD), MdL                                                                     | 79    |       |
| 20. Juli | Hans Moser                          | österreichischer Landwirt und Politiker                                                            | 68    |       |
| 20. Juli | Ilmari Pernaja                      | finnischer Turner                                                                                  | 71    |       |
| 21. Juli | David Baumgardt                     | deutscher Philosoph                                                                                | 73    |       |
| 21. Juli | Ernst Keller                        | deutscher Politiker (FDP), MdB                                                                     | 62    |       |
| 21. Juli | Bohumil Modrý                       | tschechoslowakischer Eishockeytorwart                                                              | 46    |       |
| 21. Juli | Joseph E. Smadel                    | US-amerikanischer Mediziner und Virologe                                                           | 56    |       |
| 21. Juli | Wilhelm Stump                       | deutscher Politiker (SPD), MdL                                                                     | 72    |       |
| 22. Juli | Hermann Arnold                      | deutscher Ministerialbeamter                                                                       | 56    |       |
| 22. Juli | Frank Dobson                        | britischer Bildhauer                                                                               | 76    |       |
| 22. Juli | Peter Knab                          | deutscher Politiker (KPD), MdR                                                                     | 67    |       |
| 22. Juli | Helmuth Krauss                      | österreichischer Theaterschauspieler und Schauspiellehrer                                          | 58    |       |
| 22. Juli | Karl Schiener                       | deutscher Druckgrafiker                                                                            | 70    |       |
| 22. Juli | Valerio Valeri                      | italienischer Geistlicher, Kurienkardinal der römisch-katholischen Kirche                          | 79    |       |
| 22. Juli | Franz Wiebe                         | deutscher evangelischer Theologe, Landessuperintendent                                             | 79    |       |
| 23. Juli | Alexander Michailowitsch Gerassimow | sowjetischer Künstler                                                                              | 81    |       |
| 23. Juli | Emil Gminder                        | deutscher Unternehmer der Textilindustrie                                                          | 90    |       |
| 23. Juli | Jörgen Hansen                       | deutscher Geograf                                                                                  | 78    |       |
| 23. Juli | Andreas Hofmeier                    | deutscher Kirchenmusiker, Musikpädagoge und Komponist                                              | 90    |       |
| 23. Juli | William Montgomery Thomson          | britischer Offizier, zuletzt Generalleutnant im Ersten Weltkrieg                                   | 85    |       |
| 23. Juli | Joseph Vuillemin                    | französischer General und Generalstabschef der Luftwaffe                                           | 80    |       |
| 24. Juli | Lothar Neumann                      | deutscher Architekt und Baubeamter                                                                 | 72    |       |
| 24. Juli | Willy Reetz                         | deutscher Maler                                                                                    | 71    |       |
| 24. Juli | Alfredo Schiuma                     | argentinischer Komponist italienischer Herkunft                                                    | 78    |       |
| 25. Juli | Johnny Acea                         | amerikanischer Jazzpianist                                                                         | 45    |       |
| 25. Juli | Edwin Vincent Byrne                 | US-amerikanischer Geistlicher, Erzbischof von Santa Fe                                             | 71    |       |
| 25. Juli | Hermann Hanatschek                  | österreichischer und US-amerikanischer Maler                                                       | 89    |       |
| 25. Juli | Ernst von Heydebrand und der Lasa   | deutscher Jurist und Reichsrichter                                                                 | 79    |       |
| 25. Juli | Frederick Pitman                    | britischer Ruderer                                                                                 | 71    |       |
| 25. Juli | Charles Moss                        | US-amerikanischer Radrennfahrer                                                                    | 81    |       |
| 25. Juli | Ernst Schilling                     | deutscher Botaniker und Züchtungsforscher                                                          | 74    |       |
| 25. Juli | Gösta Stoltz                        | schwedischer Schachspieler                                                                         | 59    |       |
| 25. Juli | Toki Masazō                         | japanischer Ökonom, Professor für Betriebswirtschaftslehre                                         | 70    |       |
| 26. Juli | Gabriele Arosio                     | italienischer römisch-katholischer Ordensgeistlicher, Apostolischer Präfekt von Neghelli           | 70    |       |
| 26. Juli | Walther Däbritz                     | deutscher Wirtschaftswissenschaftler                                                               | 81    |       |
| 26. Juli | Willy Fisch                         | deutscher General der Flieger                                                                      | 76    |       |
| 26. Juli | Arno Hennig                         | deutscher Politiker (SPD), MdL, MdB                                                                | 66    |       |
| 26. Juli | Guido Hertel                        | deutscher Jurist, Präsident des Bundesrechnungshofes (1957–1963)                                   | 60    |       |
| 26. Juli | John Osborne, 11. Duke of Leeds     | britischer Aristokrat (Peer)                                                                       | 62    |       |
| 26. Juli | Eduard Reventlow                    | dänischer Diplomat                                                                                 | 79    |       |
| 26. Juli | Edgar Sengier                       | belgischer Bergbauingenieur                                                                        | 83    |       |
| 26. Juli | Karl Thieme                         | deutscher Historiker und Politologe                                                                | 61    |       |
| 27. Juli | Trygve Bøyesen                      | norwegischer Turner                                                                                | 77    |       |
| 27. Juli | Wilhelm Kahmann                     | deutscher Journalist, Verleger und Kommunalpolitiker                                               | 70    |       |
| 27. Juli | Elsa Sophia von Kamphoevener        | deutsche Schriftstellerin und Märchenerzählerin                                                    | 85    |       |
| 27. Juli | Maximilian Klewer                   | deutscher Zeichner, Maler und Illustrator und außerordentlicher Professor                          | 71    |       |
| 27. Juli | Dorian Le Gallienne                 | australischer Komponist                                                                            | 48    |       |
| 27. Juli | Vasile Luca                         | rumänischer Politiker (PCR/PMR)                                                                    | 65    |       |
| 27. Juli | Garrett Morgan                      | US-amerikanischer Erfinder                                                                         | 86    |       |
| 27. Juli | Rudolf Reisetbauer                  | österreichischer Politiker (ÖVP), Abgeordneter zum Nationalrat                                     | 62    |       |
| 27. Juli | Hans Rubenbauer                     | deutscher Altphilologe                                                                             | 77    |       |
| 28. Juli | Carl Friedrich Wilhelm Borgward     | deutscher Ingenieur und Unternehmer                                                                | 72    |       |
| 28. Juli | Jürgen von Funck                    | Verwaltungsbeamter und Landrat                                                                     | 80    |       |
| 28. Juli | Gerard Gratton                      | kanadischer Gewichtheber                                                                           | 35    |       |
| 28. Juli | Kuno Tönnies                        | deutscher Jurist                                                                                   | 55    |       |
| 29. Juli | Bernhard Claves                     | deutscher Unternehmer                                                                              | 81    |       |
| 29. Juli | Rose Graham                         | englische Kirchenhistorikerin                                                                      | 87    |       |
| 29. Juli | Josef Hanika                        | deutsch-tschechischer Ethnologe                                                                    | 62    |       |
| 29. Juli | Wilhelm Hartnack                    | deutscher Geograph, Hochschullehrer und Heimatforscher                                             | 70    |       |
| 29. Juli | Walter Lwowski                      | deutscher Eisenhütten-Ingenieur                                                                    | 81    |       |
| 30. Juli | Hedwig Behnisch                     | deutsche Malerin des Impressionismus                                                               | 90    |       |
| 30. Juli | Georg Dahm                          | deutscher Strafrechtler und Völkerrechtler                                                         | 59    |       |
| 30. Juli | Patrick J. Hurley                   | US-amerikanischer Soldat, Politiker und Diplomat                                                   | 80    |       |
| 30. Juli | Hans Kuron                          | deutscher Bodenkundler                                                                             | 58    |       |
| 30. Juli | Alexander Stöcker                   | deutscher Bildjournalist, Luftfahrtfotograf und Pressefotograf                                     | 66    |       |
| 31. Juli | D. Putnam Brinley                   | US-amerikanischer Maler und Wandmaler                                                              | 84    |       |
| 31. Juli | Curtis Counce                       | US-amerikanischer Jazzbassist                                                                      | 37    |       |
| 31. Juli | Leopoldo Eijo y Garay               | spanischer Bischof und Schriftsteller                                                              | 85    |       |
| 31. Juli | Julius Gschaider                    | österreichischer Kaufmann und Politiker (DnP), Landtagsabgeordneter                                | 85    |       |
| 31. Juli | Wilhelm Rupprecht                   | deutscher Glasmaler                                                                                | 77    |       |
| 31. Juli | Ida Somazzi                         | Schweizer Frauenrechtlerin                                                                         | 80    |       |
| Juli     | Egon Ewald Pribram                  | österreichisch-amerikanischer Arzt                                                                 |       |       |

## August
| Tag        | Name                                  | Beruf, bekannt als                                                                    | Alter | Beleg |
| ---------- | ------------------------------------- | ------------------------------------------------------------------------------------- | ----- | ----- |
| 1. August  | Friedrich Wend zu Eulenburg           | deutscher Adliger, Landwirt und Großgrundbesitzer                                     | 81    |       |
| 1. August  | Rudolf Gaberel                        | Schweizer Architekt                                                                   | 81    |       |
| 1. August  | Sigurd Holter                         | norwegischer Segler                                                                   | 76    |       |
| 1. August  | Hermann Mayer-Falkow                  | deutscher Schauspieler, Theaterregisseur und Operettensänger                          | 65    |       |
| 1. August  | Joe Miller                            | kanadischer Eishockeytorwart                                                          | 64    |       |
| 1. August  | Theodore Roethke                      | US-amerikanischer Lyriker                                                             | 55    |       |
| 1. August  | Johann Michael Wilm                   | deutscher Goldschmied                                                                 | 78    |       |
| 2. August  | Gjorgji Abadžiev                      | mazedonischer Schriftsteller und Historiker                                           | 52    |       |
| 2. August  | Giacomo Carlini                       | italienischer Hürdenläufer und Sprinter                                               | 59    |       |
| 2. August  | Oliver La Farge                       | amerikanischer Anthropologe und Autor                                                 | 61    |       |
| 2. August  | Otto Geist                            | deutsch-amerikanischer Archäologe und Paläontologe                                    | 74    |       |
| 2. August  | Thorstein Johansen                    | norwegischer Sportschütze                                                             | 75    |       |
| 2. August  | Max Nordhausen                        | deutscher Botaniker an der Universität Marburg                                        | 87    |       |
| 2. August  | Johann Baptist Rauch                  | deutscher Politiker (Zentrum, BVP), MdL                                               | 77    |       |
| 03. August | Lambertus Benenga                     | niederländischer Schwimmer                                                            | 77    |       |
| 3. August  | Philip Graham                         | US-amerikanischer Verleger                                                            | 48    |       |
| 3. August  | Karl Valentin Müller                  | deutscher Gewerkschafter und NS-Rassenlehrer                                          | 67    |       |
| 03. August | Luís Silva                            | portugiesischer Springreiter                                                          | 61    |       |
| 3. August  | James David Zellerbach                | US-amerikanischer Unternehmer und Diplomat                                            | 71    |       |
| 4. August  | Martin Grase                          | deutscher Offizier, General der Infanterie im Zweiten Weltkrieg                       | 72    |       |
| 5. August  | Salvador Bacarisse                    | spanischer Musiker und Komponist                                                      | 64    |       |
| 5. August  | Friedrich Funk                        | deutscher Politiker (CSU), MdB                                                        | 62    |       |
| 5. August  | Emilie Locher-Werling                 | Schweizer Mundartautorin                                                              | 93    |       |
| 5. August  | Annie Rosar                           | österreichische Schauspielerin                                                        | 75    |       |
| 6. August  | Anton Ebner                           | österreichischer Politiker (SDAP), Landtagsabgeordneter, Abgeordneter zum Nationalrat | 87    |       |
| 6. August  | Gottfried Klaus                       | Schweizer Politiker (SP)                                                              | 63    |       |
| 6. August  | Sophus Nielsen                        | dänischer Fußballspieler                                                              | 75    |       |
| 7. August  | Georg Fischer                         | deutscher Politiker (SPD), MdL                                                        | 75    |       |
| 7. August  | Paul Helwig                           | deutscher Psychologe, Philosoph und Theaterregisseur                                  | 70    |       |
| 7. August  | August Klecha                         | Politiker (NSDAP) und Landtagsabgeordneter                                            | 72    |       |
| 7. August  | Johannes Mayer                        | deutscher Offizier, zuletzt General der Infanterie im Zweiten Weltkrieg               | 69    |       |
| 8. August  | Johann Baptist Aufhauser              | deutscher katholischer Theologe                                                       | 81    |       |
| 8. August  | Sándor Jemnitz                        | ungarischer Dirigent, Musiker und Komponist                                           | 72    |       |
| 8. August  | Georg Mürau                           | deutscher Flugpionier                                                                 | 74    |       |
| 8. August  | Phil Swing                            | US-amerikanischer Politiker                                                           | 78    |       |
| 8. August  | Richard Karl Ullmann                  | deutscher Religionspädagoge und Autor                                                 | 59    |       |
| 9. August  | Robert G. Allen                       | US-amerikanischer Politiker                                                           | 60    |       |
| 9. August  | Adolf Davids                          | deutscher Radsportler und Fechter                                                     | 95    |       |
| 9. August  | Käthe Mende                           | deutsche Nationalökonomin und Sozialarbeiterin                                        | 84    |       |
| 9. August  | Hermann Ostrop                        | Dortmunder Oberbürgermeister und -stadtdirektor                                       | 74    |       |
| 9. August  | Willi Rimpau                          | deutscher Hygieniker und Mikrobiologe                                                 | 86    |       |
| 9. August  | Felicien Van Ingelghem                | belgischer Radrennfahrer und Schrittmacher                                            |       |       |
| 10. August | Paula Buchner                         | österreichisch-deutsche Opernsängerin                                                 | 63    |       |
| 10. August | Katharine Burdekin                    | britische Schriftstellerin                                                            | 67    |       |
| 10. August | George F. Dodwell                     | australischer Astronom                                                                | 84    |       |
| 10. August | Orus Jones                            | US-amerikanischer Golfer                                                              | 96    |       |
| 10. August | Estes Kefauver                        | US-amerikanischer Politiker                                                           | 60    |       |
| 10. August | Frieda Klein                          | deutsche Schaffnerin, Todesopfer an der innerdeutschen Grenze                         | 18    |       |
| 10. August | Arthur Salz                           | US-amerikanischer Sozial- und Wirtschaftswissenschaftler deutscher Herkunft           | 81    |       |
| 10. August | Ernst Wetter                          | Schweizer Politiker der Freisinnig-Demokratischen Partei                              | 85    |       |
| 11. August | Alois Arnegger                        | österreichischer Maler                                                                | 84    |       |
| 11. August | Clem Bevans                           | US-amerikanischer Schauspieler                                                        | 83    |       |
| 11. August | Sigwald Bommer                        | deutscher Dermatologe                                                                 | 70    |       |
| 11. August | Adolf Brunner                         | österreichischer Politiker (ÖVP), Landtagsabgeordneter im Burgenland                  | 62    |       |
| 11. August | Nikola Obreschkow                     | bulgarischer Mathematiker                                                             | 67    |       |
| 11. August | Kathleen Parlow                       | kanadische Geigerin und Musikpädagogin                                                | 72    |       |
| 11. August | Elie Redon                            | französischer Automobilrennfahrer                                                     | 79    |       |
| 11. August | David Robertson                       | britischer Radsportler                                                                |       |       |
| 11. August | Charles Seymour                       | Historiker                                                                            | 78    |       |
| 11. August | Otto Wahle                            | österreichischer Schwimmer                                                            | 83    |       |
| 12. August | Daniel Anguiano Munguito              | spanischer Politiker und Gewerkschafter                                               | 80    |       |
| 12. August | Kurt Hucke                            | deutscher Geologe                                                                     | 81    |       |
| 12. August | Georg Schönweiß                       | deutscher lutherischer Geistlicher                                                    | 74    |       |
| 12. August | Friedel Stolle                        | deutsche Schauspielerin                                                               | 80    |       |
| 13. August | Louis Bastien                         | französischer Bahnradsportler, Fechter und Olympiasieger                              | 81    |       |
| 13. August | Floridus Buttinger                    | österreichischer Ordensgeistlicher                                                    | 75    |       |
| 13. August | Karl Forster                          | deutscher Komponist; Domkapellmeister Berlin                                          | 59    |       |
| 13. August | Oscar Walter Oelsner                  | deutscher Geologe und Lagerstättenkundler                                             | 61    |       |
| 13. August | José María Preciado y Nieva           | spanischer Geistlicher und Apostolischer Vikar von Darién                             | 76    |       |
| 14. August | Eric Carlberg                         | schwedischer Sportschütze, Fechter und Pentathlet                                     | 83    |       |
| 14. August | Sally Deaver                          | US-amerikanische Skirennläuferin                                                      | 29    |       |
| 14. August | Clyde Hurley                          | US-amerikanischer Jazztrompeter des Swing                                             | 46    |       |
| 14. August | Max Jüttner                           | deutscher Politiker (NSDAP), MdR, stellvertretender Stabschef der SA                  | 75    |       |
| 14. August | Gerhard Kessler                       | deutscher Wirtschafts- und Sozialwissenschaftler                                      | 79    |       |
| 14. August | Peter Tereszczuk                      | österreichischer Bildhauer                                                            | 88    |       |
| 15. August | Leonard Heaton                        | kanadischer Pianist und Musikpädagoge                                                 |       |       |
| 15. August | Wsewolod Wjatscheslawowitsch Iwanow   | sowjetischer Schriftsteller                                                           | 68    |       |
| 15. August | Wade Legge                            | amerikanischer Jazz-Pianist                                                           | 29    |       |
| 15. August | John Powell                           | US-amerikanischer Pianist und Komponist                                               | 80    |       |
| 15. August | Hermann Schmidhäußler                 | deutscher Architekt, Baubeamter und Kommunalpolitiker                                 | 88    |       |
| 15. August | Fritz Strich                          | deutsch-schweizerischer Germanist                                                     | 80    |       |
| 16. August | Edward Hagen                          | US-amerikanischer Handballspieler                                                     | 55    |       |
| 16. August | Hans Hirthammer                       | deutscher Schriftsteller und Redakteur                                                | 62    |       |
| 16. August | Herman Trunk                          | US-amerikanischer Maler                                                               | 68    |       |
| 16. August | Oskar Wlach                           | österreichischer Architekt                                                            | 82    |       |
| 17. August | Richard Barthelmess                   | US-amerikanischer Schauspieler                                                        | 68    |       |
| 17. August | Domenico Comin                        | italienischer Ordenspriester, Missionar und römisch-katholischer Bischof              | 88    |       |
| 17. August | Erich Deppermann                      | deutscher Politiker (SPD), MdL                                                        | 61    |       |
| 17. August | Ed Gardner                            | US-amerikanischer Comic-Schauspieler, Schriftsteller und Regisseur                    | 62    |       |
| 17. August | Leo Hess                              | austroamerikanischer Internist und Neurologe                                          | 84    |       |
| 17. August | August Stötzel                        | deutscher Bergmann, Parteifunktionär (KPD/SED)                                        | 64    |       |
| 17. August | Karl Wolff                            | österreichischer Rechtswissenschaftler, Universitätsprofessor und Verfassungsrichter  | 73    |       |
| 18. August | Clifford Odets                        | US-amerikanischer Drehbuchautor und Schauspieler                                      | 57    |       |
| 18. August | Hans Winterstein                      | deutscher Physiologe                                                                  | 84    |       |
| 19. August | António Bento Martins Júnior          | portugiesischer römisch-katholischer Bischof                                          | 82    |       |
| 19. August | Alphonse Joseph Matthijsen            | belgischer Ordensgeistlicher                                                          | 72    |       |
| 19. August | Agostino Pennisi di Floristella       | italienischer Volkskundler und Politiker                                              | 73    |       |
| 19. August | Rosemary Frances Rees                 | neuseeländische Autorin, Schauspielerin, Theaterproduzentin und Dramatikerin          |       |       |
| 19. August | Pieter Scharroo                       | niederländischer Oberbefehlshaber im Zweiten Weltkrieg, Mitglied des IOC              | 79    |       |
| 20. August | John D’Albiac                         | britischer Air Marshal                                                                | 69    |       |
| 20. August | James Dunn                            | schottischer Fußballspieler                                                           | 62    |       |
| 20. August | Mabel Garrison                        | US-amerikanische Sängerin                                                             | 77    |       |
| 20. August | Heinrich Gerns                        | deutscher Politiker (DNVP, CDU), MdR, MdB                                             | 71    |       |
| 20. August | Ernst Heigenmooser                    | deutscher Graphiker                                                                   | 70    |       |
| 20. August | Benjamin Jones                        | britischer Bahnradrennfahrer und Olympiasieger                                        | 81    |       |
| 20. August | Thunder Smith                         | US-amerikanischer Bluesmusiker                                                        | 48    |       |
| 20. August | Elisabeth Vischer-Alioth              | Schweizer Frauenrechtlerin                                                            | 70    |       |
| 21. August | Karl Feix                             | österreichisch-deutscher Skirennläufer                                                | 44    |       |
| 21. August | Theodor Georgii                       | deutscher Bildhauer und Medailleur                                                    | 80    |       |
| 21. August | Alfred Gleißberg                      | deutscher Oboist                                                                      | 98    |       |
| 21. August | Eduard Loibner                        | österreichischer Schauspieler                                                         | 75    |       |
| 21. August | Georg Schulenburg                     | deutscher Kaufmann und Politiker (NLP), MdR                                           | 91    |       |
| 21. August | Johann Staudinger                     | österreichischer Politiker (ÖVP), Landtagsabgeordneter                                | 73    |       |
| 22. August | Phyllis Bottome                       | britische Schriftstellerin                                                            | 81    |       |
| 22. August | Halfdan Gyth Dehli                    | norwegischer Offizier und Luftfahrtpionier                                            | 82    |       |
| 22. August | Ted Duncan                            | US-amerikanischer Automobilrennfahrer                                                 | 50    |       |
| 22. August | Augustus Goessling                    | US-amerikanischer Schwimmer und Wasserballspieler                                     | 84    |       |
| 22. August | Eric Johnston                         | US-amerikanischer Geschäftsmann                                                       | 67    |       |
| 22. August | William Richard Morris                | britischer Firmengründer und Philanthrop                                              | 85    |       |
| 22. August | Adolf Schindling                      | deutscher Unternehmer                                                                 | 75    |       |
| 22. August | Georg August Weltz                    | deutscher Radiologe                                                                   | 74    |       |
| 23. August | Léon Devos                            | belgischer Radrennfahrer                                                              | 67    |       |
| 23. August | August Fink                           | deutscher Kunsthistoriker                                                             | 72    |       |
| 23. August | Mary Gordon                           | schottische Schauspielerin                                                            | 81    |       |
| 23. August | Glen Gray                             | US-amerikanischer Jazz-Saxophonist und Bandleader                                     | 57    |       |
| 24. August | Wunibald Deininger                    | österreichischer Architekt                                                            | 84    |       |
| 24. August | Hermann Densch                        | deutscher Marineoffizier, zuletzt Admiral im Zweiten Weltkrieg                        | 76    |       |
| 24. August | Paul Ellmar                           | deutscher Schauspieler, Theaterleiter und Bühnenautor                                 | 73    |       |
| 24. August | Gustav Fischer                        | deutscher Landtechniker                                                               | 92    |       |
| 24. August | Alfred Franck                         | deutscher Jurist und Landrat                                                          | 85    |       |
| 24. August | Heribert Fütterer                     | deutscher Offizier, zuletzt General der Flieger im Zweiten Weltkrieg                  | 69    |       |
| 24. August | Hans Geyr von Schweppenburg           | deutscher Zoologe                                                                     | 78    |       |
| 24. August | Wilhelm Grüter                        | deutscher Ophthalmologe in Marburg                                                    | 81    |       |
| 24. August | James Kirkwood                        | US-amerikanischer Schauspieler und Filmregisseur                                      | 88    |       |
| 24. August | Siegfried Walter Loewe                | deutscher Pharmakologe, Endokrinologe und klinischer Chemiker                         | 79    |       |
| 24. August | Hooley Smith                          | kanadischer Eishockeyspieler                                                          | 60    |       |
| 24. August | Carl Voscherau                        | deutscher Theater- und Filmschauspieler                                               | 62    |       |
| 25. August | Iwan Bahrjanyj                        | ukrainischer Dichter, Publizist und Politiker                                         | 55    |       |
| 25. August | Edward L. Cahn                        | US-amerikanischer Filmregisseur und Filmeditor                                        | 64    |       |
| 25. August | Curt Kühne                            | österreichischer Architekt und Stadtbaudirektor in Linz                               | 80    |       |
| 26. August | Pierre Clemens                        | luxemburgischer Radrennfahrer                                                         | 50    |       |
| 26. August | Maurice Despatures                    | französischer Ordensgeistlicher und römisch-katholischer Bischof von Bangalore        | 90    |       |
| 26. August | Oswald von Hoyningen-Huene            | deutscher Diplomat                                                                    | 78    |       |
| 26. August | Larry Keating                         | US-amerikanischer Schauspieler                                                        |       |       |
| 26. August | Maximilian Lambertz                   | österreichischer Albanologe                                                           | 81    |       |
| 26. August | Zygmunt Ziółkowski                    | polnischer Politiker                                                                  | 73    |       |
| 27. August | Jim Denny                             | US-amerikanischer Country-Musikproduzent                                              | 52    |       |
| 27. August | W. E. B. Du Bois                      | US-amerikanischer Bürgerrechtler, Soziologe, Philosoph, Journalist, Pazifist          | 95    |       |
| 27. August | Walter Gordon Duncan                  | australischer Politiker, Präsident des South Australian Legislative Council           | 78    |       |
| 27. August | Louis Dunoyer de Segonzac             | französischer Physiker                                                                | 82    |       |
| 27. August | Adolf Grimme                          | deutscher Politiker (SPD), MdL sowie Kultusminister in Preußen und Niedersachsen      | 73    |       |
| 27. August | Fritz Gummert                         | deutscher Industrie-Manager                                                           | 68    |       |
| 27. August | Werner Kuhn                           | Schweizer Physikochemiker                                                             | 64    |       |
| 27. August | Gabriele Rabel                        | österreichische Botanikerin, Physikerin, Philosophin                                  | 82    |       |
| 28. August | Donald Brinkmann                      | Schweizer Psychologe und Philosoph                                                    | 54    |       |
| 28. August | Hildegard Jone                        | österreichische Lyrikerin und Künstlerin                                              | 72    |       |
| 28. August | Julius Edgar Lilienfeld               | österreichisch-ungarischer Physiker                                                   | 81    |       |
| 28. August | Uma Nehru                             | indische Politikerin und Publizistin                                                  | 79    |       |
| 28. August | Oscar Pollak                          | österreichischer Journalist                                                           | 69    |       |
| 28. August | Bernard Silver                        | US-amerikanischer Elektroingenieur                                                    | 38    |       |
| 28. August | László Szemere                        | ungarischer Opernsänger                                                               | 57    |       |
| 28. August | Paul Voitel                           | deutscher Politiker (KPD, SED), MdV und Gewerkschaftsfunktionär                       | 67    |       |
| 28. August | Adolf Wendhut                         | deutscher Architekt                                                                   | 77    |       |
| 28. August | Umberto Zanotti Bianco                | italienischer Klassischer Archäologe                                                  | 74    |       |
| 29. August | Fritz Flinte                          | deutscher Maler                                                                       | 87    |       |
| 29. August | Fritz Hesse                           | deutscher Politiker (SPD), MdL                                                        | 70    |       |
| 29. August | Helmut Jürgens                        | deutscher Bühnenbildner und Kostümbildner                                             | 61    |       |
| 30. August | Alexandra von Hannover und Cumberland | letzte Großherzogin des Landesteils Mecklenburg-Schwerin                              | 80    |       |
| 30. August | Guy Burgess                           | britischer Journalist und Spion                                                       | 52    |       |
| 30. August | Otto Holz                             | deutscher Politiker (KPD/SED)                                                         | 61    |       |
| 30. August | Peter Heinrich Keulers                | deutscher Journalist und Schriftsteller                                               | 67    |       |
| 30. August | Eddie Mannix                          | US-amerikanischer Filmproduzent und Filmstudio-Manager                                | 72    |       |
| 30. August | Emmerich Pöchmüller                   | österreichischer Chemieingenieur                                                      | 61    |       |
| 30. August | Marianne Pollak                       | österreichische Politikerin (SPÖ), Abgeordnete zum Nationalrat                        | 72    |       |
| 30. August | Axel Stordahl                         | US-amerikanischer Trompeter, Arrangeur und Bandleader                                 | 50    |       |
| 31. August | Georges Braque                        | französischer Maler, Grafiker und Bildhauer                                           | 81    |       |
| 31. August | Werner Gerlach                        | deutscher Pathologe, Nationalsozialist und Diplomat                                   | 71    |       |
| 31. August | Michail Adolfowitsch Minkus           | russischer Architekt                                                                  | 57    |       |
| 31. August | Stephen Rothman                       | ungarisch-amerikanischer Dermatologe                                                  | 68    |       |
| 31. August | Paul Schulz                           | deutscher Offizier, Politiker (NSDAP) und SA-Führer                                   | 65    |       |
| 31. August | Rudolph G. Tenerowicz                 | US-amerikanischer Politiker                                                           | 73    |       |
| 31. August | Friedrich Arthur Uebel                | deutscher Instrumentenbauer                                                           | 75    |       |

## September
| Tag           | Name                                 | Beruf, bekannt als                                                                                | Alter | Beleg |
| ------------- | ------------------------------------ | ------------------------------------------------------------------------------------------------- | ----- | ----- |
| 1. September  | Paul Eggert                          | deutscher Offizier im Ministerium für Staatssicherheit der DDR                                    | 66    |       |
| 1. September  | Mary Somerville                      | in Neuseeland geborene britische Rundfunkdirektorin der BBC                                       | 65    |       |
| 1. September  | Adolf Strewe                         | deutscher evangelischer Theologe                                                                  | 72    |       |
| 2. September  | Ernst Böhm                           | deutscher Gebrauchsgrafiker                                                                       | 73    |       |
| 2. September  | Angelo Gardellin                     | italienischer Radrennfahrer                                                                       | 79    |       |
| 2. September  | Emil Müller                          | deutscher Politiker (SPD), MdL                                                                    | 70    |       |
| 3. September  | Yuri Arbatsky                        | staatenloser Komponist und Folklorist                                                             | 52    |       |
| 3. September  | Gotthold Brendle                     | deutscher Politiker (CDU), MdL                                                                    | 71    |       |
| 3. September  | Heinrich Doehle                      | deutscher Staatsbeamter                                                                           | 79    |       |
| 3. September  | Frico Kafenda                        | slowakischer Komponist, Dirigent, Pianist und Musikpädagoge                                       | 79    |       |
| 3. September  | Stefanie Kiesler                     | österreichisch-amerikanische Autorin                                                              | 66    |       |
| 3. September  | Nadeschda Nikolajewna Ladygina-Kohts | russische Psychologin und Verhaltensforscherin                                                    | 74    |       |
| 3. September  | Louis MacNeice                       | nordirischer Schriftsteller                                                                       | 55    |       |
| 3. September  | Hans Stähli                          | Schweizer Politiker (BGB)                                                                         | 74    |       |
| 3. September  | Karl Sulzberger                      | Schweizer katholischer Pfarrer, Denkmalpfleger und Amateur-Archäologe                             | 86    |       |
| 3. September  | Walter Till                          | österreichischer Koptologe                                                                        | 69    |       |
| 4. September  | Marie Kreft                          | deutsche Politikerin (SPD), MdL                                                                   | 86    |       |
| 4. September  | Adolf Reitmaier                      | österreichischer Politiker (SDAP), Landtagsabgeordneter                                           | 68    |       |
| 4. September  | Robert Schuman                       | französischer Politiker, Mitglied der Nationalversammlung, MdEP                                   | 77    |       |
| 4. September  | Oskari Tokoi                         | finnischer Politiker, Mitglied des Reichstags, Regierungschef, Minister im Volkskommissariat      | 90    |       |
| 5. September  | Emil Dörflinger                      | Schweizer Radrennfahrer                                                                           |       |       |
| 5. September  | Hans Granfelt                        | schwedischer Degenfechter und Diskuswerfer                                                        | 78    |       |
| 5. September  | Willy Mehlhorn                       | deutscher Politiker (KPD/SED), MdL Sachsen                                                        | 71    |       |
| 5. September  | Josif Pashko                         | albanischer kommunistischer Politiker                                                             | 45    |       |
| 6. September  | Vladimir Aïtoff                      | französischer Mediziner und Rugby-Union-Spieler                                                   | 84    |       |
| 6. September  | Ivo Illuminati                       | italienischer Schauspieler und Stummfilmregisseur                                                 | 81    |       |
| 6. September  | Jules Isaac                          | französischer Historiker                                                                          |       |       |
| 7. September  | Giuseppe De Robertis                 | italienischer Romanist und Italianist                                                             | 75    |       |
| 7. September  | Heinrich Gothot                      | deutscher Unternehmer                                                                             | 74    |       |
| 7. September  | Nikon                                | russischer Ordensgeistlicher                                                                      | 69    |       |
| 8. September  | Paul Guthörl                         | deutscher Geologe und Paläontologe                                                                | 68    |       |
| 8. September  | Stone Johnson                        | US-amerikanischer Sprinter und American-Football-Spieler                                          | 23    |       |
| 8. September  | Julio Perceval                       | argentinischer Komponist, Organist und Musikpädagoge                                              | 59    |       |
| 8. September  | Berthold Stokvis                     | niederländischer Spezialist für Psychosomatik und Hypnose                                         | 57    |       |
| 8. September  | Siegfried Widera                     | deutscher im Dienst an der Berliner Mauer tödlich verletzter Angehöriger der Grenztruppen der DDR | 22    |       |
| 9. September  | Bruno Hauff                          | deutscher Verleger                                                                                | 79    |       |
| 9. September  | Ernst Kantorowicz                    | deutsch-amerikanischer Historiker und Mediävist                                                   | 68    |       |
| 9. September  | Edwin Linkomies                      | finnischer Literaturwissenschaftler, Politiker, Mitglied des Reichstags und Ministerpräsident     | 68    |       |
| 10. September | Philippus Innemee                    | niederländischer Radrennfahrer                                                                    | 60    |       |
| 10. September | Georges Schneider                    | Schweizer Skirennfahrer                                                                           | 38    |       |
| 10. September | Honorio Siccardi                     | argentinischer Komponist                                                                          | 65    |       |
| 11. September | Paul Becker                          | deutscher Admiralrichter der Kriegsmarine, Musiker und Komponist                                  | 82    |       |
| 11. September | Suzanne Duchamp                      | französische Malerin                                                                              | 73    |       |
| 11. September | Herbert Girgensohn                   | deutsch-baltischer Theologe und Hochschullehrer                                                   | 75    |       |
| 11. September | Victor Pierre Le Gorgeu              | französischer Politiker und Résistant                                                             | 82    |       |
| 11. September | Richard Oswald                       | österreichischer Filmregisseur und Drehbuchautor                                                  | 82    |       |
| 11. September | Johann Plenge                        | deutscher Soziologe und Volkswirt                                                                 | 89    |       |
| 11. September | Leopold Schönbauer                   | österreichischer Mediziner und Politiker (ÖVP), Abgeordneter zum Nationalrat                      | 74    |       |
| 11. September | August Steiger                       | österreichischer Politiker (CSP), Landtagsabgeordneter                                            | 79    |       |
| 12. September | Modest Altschuler                    | US-amerikanischer Cellist, Dirigent und Filmkomponist                                             | 90    |       |
| 12. September | Eugen Einman                         | estnischer Fußball- und Bandyspieler deutsch-baltischer Herkunft                                  | 57    |       |
| 12. September | Emmeline Moore                       | US-amerikanische Biologin und Ökologin                                                            | 91    |       |
| 12. September | Hans Petersen                        | deutscher Politiker (NSDAP), MdR, Laienrichter am Volksgerichtshof, SA-Führer und MdR             | 78    |       |
| 12. September | Charles Nelson Pray                  | US-amerikanischer Jurist und Politiker                                                            | 95    |       |
| 12. September | Paul Schwartz                        | deutscher Politiker (KPD), MdR                                                                    | 59    |       |
| 12. September | László Széchy                        | ungarischer Fechter                                                                               | 71    |       |
| 13. September | Eduardo Barrios                      | chilenischer Erzähler und Dramatiker                                                              | 78    |       |
| 13. September | Otto Dobrindt                        | deutscher Dirigent und Orchesterleiter                                                            | 77    |       |
| 13. September | Victor Duvant                        | französischer Turner                                                                              | 74    |       |
| 13. September | Shirley Jeffries                     | australischer Politiker (South Australia)                                                         | 77    |       |
| 13. September | Karl Meister                         | deutscher Klassischer Philologe                                                                   | 82    |       |
| 13. September | Juri Nikolajewitsch Stepanow         | sowjetischer Leichtathlet                                                                         | 31    |       |
| 13. September | Paul Thun-Hohenstein                 | österreichischer Diplomat und Autor                                                               | 78    |       |
| 14. September | Siegfried Altmann                    | österreichischer Pädagoge                                                                         | 76    |       |
| 14. September | Gerhard Arndt                        | deutscher Landwirt und Politiker (CDU, BHE, FdU, SRP), MdL                                        | 72    |       |
| 14. September | Anton Hinderberger                   | deutscher römisch-katholischer Geistlicher, Domdekan in Rottenburg                                | 76    |       |
| 14. September | Harry Sørensen                       | dänischer Turner                                                                                  | 71    |       |
| 15. September | William S. Darling                   | US-amerikanischer Szenenbildner                                                                   | 81    |       |
| 15. September | Leon H. Gavin                        | US-amerikanischer Politiker                                                                       | 70    |       |
| 15. September | Jean Goudoux                         | französischer Politiker, Mitglied der Nationalversammlung                                         | 53    |       |
| 15. September | Carl Hatch                           | US-amerikanischer Jurist und Politiker                                                            | 73    |       |
| 15. September | Slavko Kolar                         | jugoslawischer Schriftsteller                                                                     | 71    |       |
| 15. September | Franz Oelmann                        | deutscher Archäologe                                                                              | 80    |       |
| 15. September | Oliver Wallace                       | britisch-US-amerikanischer Komponist und Dirigent                                                 | 76    |       |
| 15. September | Charles Winslow                      | südafrikanischer Tennisspieler                                                                    | 75    |       |
| 16. September | Johannes Droste                      | niederländischer Mathematiker und theoretischer Physiker                                          | 77    |       |
| 16. September | Winifred Lamb                        | britische Archäologin                                                                             | 68    |       |
| 16. September | Frieda Szturmann                     | Gerechte unter den Völkern                                                                        | 66    |       |
| 17. September | Friedrich Bethge                     | deutscher, nationalsozialistischer Lyriker, Dramatiker und Dramaturg                              | 72    |       |
| 17. September | Friedrich Hoffmann                   | deutscher Wirtschaftswissenschaftler                                                              | 82    |       |
| 17. September | Wilhelm Kopp                         | deutscher Marineoffizier, zuletzt Konteradmiral                                                   | 81    |       |
| 17. September | Adolph Malan                         | südafrikanischer Kampfpilot in der britischen Royal Air Force (RAF)                               | 53    |       |
| 17. September | Eduard Spranger                      | deutscher Pädagoge, Psychologe, Philosoph                                                         | 81    |       |
| 17. September | David Stetter                        | deutscher Gewerkschafter, Verwaltungsbeamter und Politiker (SPD), MdL                             | 81    |       |
| 18. September | Franz Jung-Ilsenheim                 | österreichischer Maler                                                                            | 80    |       |
| 18. September | Erich Klostermann                    | deutscher evangelischer Theologe, Neutestamentler und Hochschullehrer                             | 93    |       |
| 18. September | Zacarías de Vizcarra y Arana         | spanischer Geistlicher, Weihbischof in Toledo                                                     | 82    |       |
| 19. September | Gilbert R. Cook                      | US-amerikanischer Offizier, Generalmajor der US-Army                                              | 73    |       |
| 19. September | Agnès Humbert                        | französische Kunsthistorikerin und Mitglied der Résistance                                        | 68    |       |
| 19. September | David Low                            | britischer politischer Karikaturist, Cartoonist und Illustrator                                   | 72    |       |
| 19. September | Johannes Ludwig Schmitt              | deutscher Mediziner, Politiker (Schwarze Front) und politischer Aktivist                          | 67    |       |
| 19. September | Otto Witte                           | deutscher Politiker (SPD), MdR und Präsident des Hessischen Landtags                              | 79    |       |
| 20. September | Pete Brown                           | US-amerikanischer Saxophonist                                                                     | 56    |       |
| 20. September | Pierre de Lescure                    | französischer Schriftsteller, Journalist und Herausgeber                                          | 72    |       |
| 20. September | Sebastian Stolz                      | deutscher Kommunalpolitiker                                                                       | 86    |       |
| 21. September | Johann Daniel Achelis                | deutscher Physiologe und Medizinhistoriker                                                        | 65    |       |
| 21. September | Luise Holzapfel                      | deutsche Chemikerin                                                                               | 63    |       |
| 21. September | Anton Kling                          | österreichischer Maler                                                                            | 81    |       |
| 21. September | Francesco Lo Savio                   | italienischer Maler                                                                               | 28    |       |
| 21. September | Péter Szabó                          | ungarischer Fußballspieler und -trainer                                                           | 64    |       |
| 22. September | Albert Benary                        | deutscher Offizier, Schriftsteller                                                                | 82    |       |
| 22. September | Sam G. Bratton                       | US-amerikanischer Jurist und Politiker                                                            | 75    |       |
| 22. September | Georg Braun                          | österreichischer Fußballspieler und Trainer                                                       | 56    |       |
| 22. September | Pauline Dubuisson                    | Mörderin, Suizidopfer                                                                             | 36    |       |
| 22. September | Franz Heinen                         | deutscher Politiker (SPD), MdL, MdB                                                               | 76    |       |
| 22. September | Adolf Hochgraefe                     | deutscher Politiker (SPD), MdL                                                                    | 67    |       |
| 22. September | Josef Karma                          | deutsch-österreichischer Schauspieler, Hörspielsprecher und Regisseur                             | 80    |       |
| 22. September | Wilhelmine Lasser                    | deutsche Internistin und Pädiaterin                                                               | 74    |       |
| 23. September | Maurice Bourgine                     | französischer Kolonialbeamter                                                                     | 84    |       |
| 23. September | Karl Burk                            | deutscher Offizier                                                                                | 65    |       |
| 23. September | Herta Cohn-Bendit                    | deutsche Juristin                                                                                 | 56    |       |
| 23. September | Willie Eckstein                      | kanadischer Pianist und Komponist                                                                 | 74    |       |
| 23. September | Margarethe Faas-Hardegger            | Schweizer Frauenrechtlerin und Gewerkschafterin                                                   | 81    |       |
| 24. September | Peter Craven                         | britischer Speedwayfahrer                                                                         | 29    |       |
| 24. September | Josef Dreher                         | österreichischer Politiker                                                                        | 67    |       |
| 24. September | Gerhard John                         | deutscher Politiker (CDU), MdA                                                                    | 55    |       |
| 24. September | Walter Menzel                        | deutscher Politiker (SPD), MdL, MdB                                                               | 62    |       |
| 25. September | Hilde Böhme-Burkhardt                | deutsche Malerin und Grafikerin                                                                   | 48    |       |
| 25. September | Bernhard Dowe                        | deutscher Verwaltungsbeamter, Geschäftsführer und Gewerkschaftsvorsitzender                       | 72    |       |
| 25. September | Georg Lindemann                      | deutscher Offizier und Generaloberst im Zweiten Weltkrieg                                         | 79    |       |
| 25. September | Alexander Sacharoff                  | russisch-jüdischer Tänzer                                                                         | 77    |       |
| 25. September | Hans Stangl                          | deutscher Bildhauer, Vater von Otto Stangl                                                        | 75    |       |
| 25. September | Alexander Illarionowitsch Tudorowski | russischer Physiker und Hochschullehrer                                                           | 88    |       |
| 25. September | Kurt Zeitzler                        | deutscher Generaloberst und Generalstabschef des Heeres während des Zweiten Weltkrieges           | 68    |       |
| 26. September | Otto Christman                       | kanadischer Fußballspieler                                                                        | 83    |       |
| 26. September | John Percival Droop                  | britischer klassischer Archäologe                                                                 | 80    |       |
| 26. September | William Charles McNulty              | US-amerikanischer Maler, Grafiker, Illustrator und Kunstpädagoge                                  | 79    |       |
| 26. September | John Lee Smith                       | US-amerikanischer Politiker                                                                       | 69    |       |
| 26. September | Kurt Stieler                         | deutscher Schauspieler                                                                            | 85    |       |
| 26. September | Richard Seuß                         | deutscher Korvettenkapitän, Lehrer und Komponist                                                  | 66    |       |
| 27. September | Louis Brownlow                       | US-amerikanischer Politiker                                                                       | 84    |       |
| 27. September | Franz Gepperth                       | deutscher Politiker (GDP), MdL in Baden-Württemberg                                               | 51    |       |
| 27. September | Ottokar Janetschek                   | österreichischer Bahninspektor und Schriftsteller                                                 | 79    |       |
| 27. September | Josef Koch                           | deutscher Politiker und Oberbürgermeister                                                         | 81    |       |
| 27. September | Karl Lotter                          | deutscher Reichskriegsanwalt                                                                      | 70    |       |
| 28. September | Gustaf Ekberg                        | schwedischer Fußballspieler und Fußballschiedsrichter                                             | 73    |       |
| 28. September | Wilhelm Engert                       | österreichischer Diplomat                                                                         | 79    |       |
| 28. September | Erich Hagenmeyer                     | deutscher Politiker (NSDAP), MdR und SA-Führer                                                    | 71    |       |
| 28. September | Frederick Hale                       | US-amerikanischer Politiker                                                                       | 88    |       |
| 28. September | Laughing Charley Lincoln             | US-amerikanischer Blues-Gitarrist und Sänger                                                      | 63    |       |
| 28. September | Rosa Raisa                           | polnisch-amerikanische Opernsängerin (Sopran) und Gesangspädagogin                                | 70    |       |
| 29. September | Franz Horn                           | deutscher Fußballspieler                                                                          | 59    |       |
| 29. September | Gustav Kucz                          | deutscher Archivar, Dolmetscher und Übersetzer                                                    | 62    |       |
| 29. September | Otto Will                            | deutscher Generalleutnant im Zweiten Weltkrieg                                                    | 72    |       |
| 30. September | Anton Becker                         | deutscher Politiker (CDU), MdL                                                                    | 56    |       |
| 30. September | Eugen Ehmann                         | deutscher Maler und Architekt                                                                     | 76    |       |
| 30. September | Emil Klöti                           | Schweizer Politiker, Ständerat                                                                    | 85    |       |
| 30. September | J. Russel Robinson                   | amerikanischer Jazzpianist und Komponist                                                          | 71    |       |
| September     | Francisco Cornejo                    | mexikanischer Maler, Bildhauer, Werbe- und Gebrauchsgrafiker                                      | 71    |       |
| September     | Jupp Fileborn                        | deutscher Tischtennisspieler                                                                      |       |       |
| September     | Joe Shaw                             | englischer Fußballspieler und -trainer                                                            | 80    |       |